# Тулон (Іллінойс)
Тулон (англ. Toulon) — місто (англ. city) в США, в окрузі Старк штату Іллінойс. Населення — 1193 особи (2020).

## Географія
Тулон розташований за координатами 41°5′36″ пн. ш. 89°51′47″ зх. д. / 41.09333° пн. ш. 89.86306° зх. д. (41.093369, -89.863157).  За даними Бюро перепису населення США в 2010 році місто мало площу 2,64 км², уся площа — суходіл.

## Демографія
Згідно з переписом 2010 року, у місті мешкали 1292 особи в 518 домогосподарствах у складі 325 родин. Густота населення становила 490 осіб/км².  Було 583 помешкання (221/км²).
Расовий склад населення:
| - 98,8 % — білих - 0,5 % — чорних або афроамериканців - 0,4 % — азіатів - 0,1 % — корінних американців |

До двох чи більше рас належало 0,2 %. Частка іспаномовних становила 0,4 % від усіх жителів.
За віковим діапазоном населення розподілялося таким чином: 23,1 % — особи молодші 18 років, 52,3 % — особи у віці 18—64 років, 24,6 % — особи у віці 65 років та старші. Медіана віку мешканця становила 43,5 року. На 100 осіб жіночої статі у місті припадало 81,5 чоловіків;  на 100 жінок у віці від 18 років та старших — 78,0 чоловіків також старших 18 років.
Середній дохід на одне домашнє господарство  становив 54 237 доларів США (медіана — 42 875), а середній дохід на одну сім'ю — 67 566 доларів (медіана — 60 455). Медіана доходів становила 42 083 долари для чоловіків та 27 750 доларів для жінок. За межею бідності перебувало 13,2 % осіб, у тому числі 14,5 % дітей у віці до 18 років та 10,2 % осіб у віці 65 років та старших.
Цивільне працевлаштоване населення становило 544 особи. Основні галузі зайнятості: освіта, охорона здоров'я та соціальна допомога — 31,4 %, виробництво — 18,0 %, науковці, спеціалісти, менеджери — 11,9 %, роздрібна торгівля — 9,7 %.